# Chó sục Airedale
Chó sục Airedale (thường được rút ngắn thành chó Airedale), còn được gọi là Chó sục Bingley và Chó sục Waterside, là một giống Chó sục có nguồn gốc từ thung lũng (dale) của sông Aire, ở Tây Riding thuộc Yorkshire, Anh. Nó thường được gọi là "Vua Chó sục" bởi vì nó là giống Chó sục lớn nhất. Chó Airedale được lai tạo từ các loài chó Old English Black và Tan Terrier (hiện đã tuyệt chủng), Bull Terrier, Otterhound và có lẽ một số giống chó sục khác, ban đầu được dùng như một con chó lao động dùng trong nông nghiệp. Ở Anh, giống chó này cũng đã được sử dụng làm chó chiến tranh, chó dẫn đường và chó cảnh sát. Tại Hoa Kỳ, giống chó này đã được sử dụng để đi săn chim vùng cao, săn chim nước, và làm nhiều việc khác.

## Mô tả

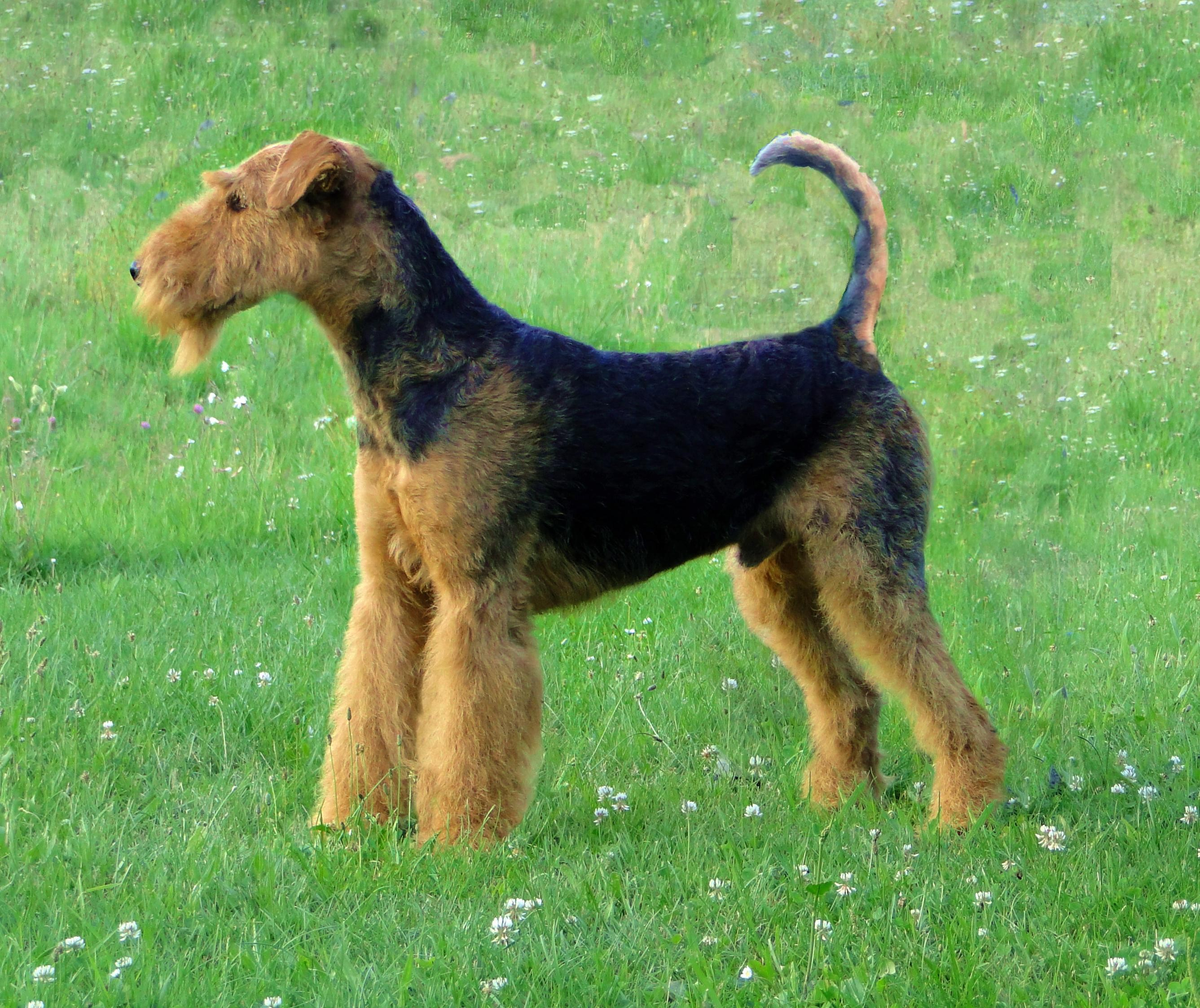
Chó Airedale

### Ngoại hình

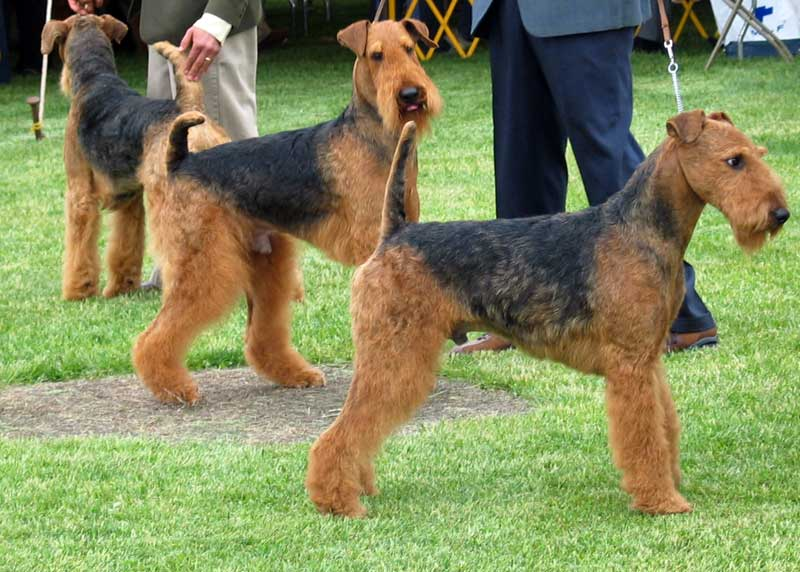
Các con chó Airedale đang được ban giám khảo đánh giá tại một chương trình thi chó.

Chó Airedale là chó săn lớn nhất ở Anh. Chúng nặng 19–25kg (42-55 lb) trong điều kiện phù hợp và có chiều cao tới vai là 58–61 centimet (23–24 in) đối với con đực, con cái nhỏ hơn một chút. Tiêu chuẩn American Kennel Club đưa ra tiêu chuẩn chiêu cao nhỏ hơn một chút. Các con chó Airedale lớn hơn, lên đến 55kg (121 lb) đôi khi có thể xuất hiện ở Bắc Mỹ. Đôi khi chúng được gọi là "Oorang" vì đây là tên của một con kênh ở Ohio vào đầu những năm 1900 đã tạo ra giống chó Airedale lớn này.
Airedale có một bộ lông màu đen và nâu với lông dài trung bình với một bộ lông ngoài thô và một lớp lông trong mềm. Chúng là những con chó cảnh giác và tràn đầy năng lượng, "không hung hăng nhưng không hề sợ hãi". Người ta cho rằng loại Airedales "Oorang" lớn hơn háo hức hơn so với các con chó Airedale tiêu chuẩn nhỏ hơn, nhưng điều này không nhất thiết phải như vậy. Loại Airedale lớn đã được sử dụng để săn bắn và như người giám hộ gia đình hoặc làm chó cảnh, nhưng thường chỉ đạt số điểm kém các cuộc thi chó của American Kennel Club. Loại lớn hơn này cũng dễ bị sai khớp hông hơn so với chó Airedale tiêu chuẩn.

### Bộ lông
Giống như nhiều loài chó săn, giống chó này có lớp lông "gãy", rất cứng và nhiều lông. Điều này có nghĩa là lông của loài này không quá dài để thành những đám rối, lông thẳng và gần nhau, bao bọc cơ thể và chân. Bộ lông ngoài cứng, nhiều lông, lớp lông phủ bên trong mềm hơn. Những bộ lông cứng nhất sẽ bị nhăn nheo hoặc hơi xoăn. Bộ lông mềm xoăn rất không được ưa thích.
Lớp lông của loài chó này không gây dị ứng cho con người.
Lớp lông phủ dưới da của chó Airedale thường được chải và tước bằng tay, sử dụng một con dao nhỏ răng cưa để kéo lông ra khỏi lớp da của con chó. Hầu hết chó Airedales yêu cầu cắt hoặc tước lông thường xuyên (6 đến 8 tuần/lần) vì chúng không tự rụng lông.

### Đuôi

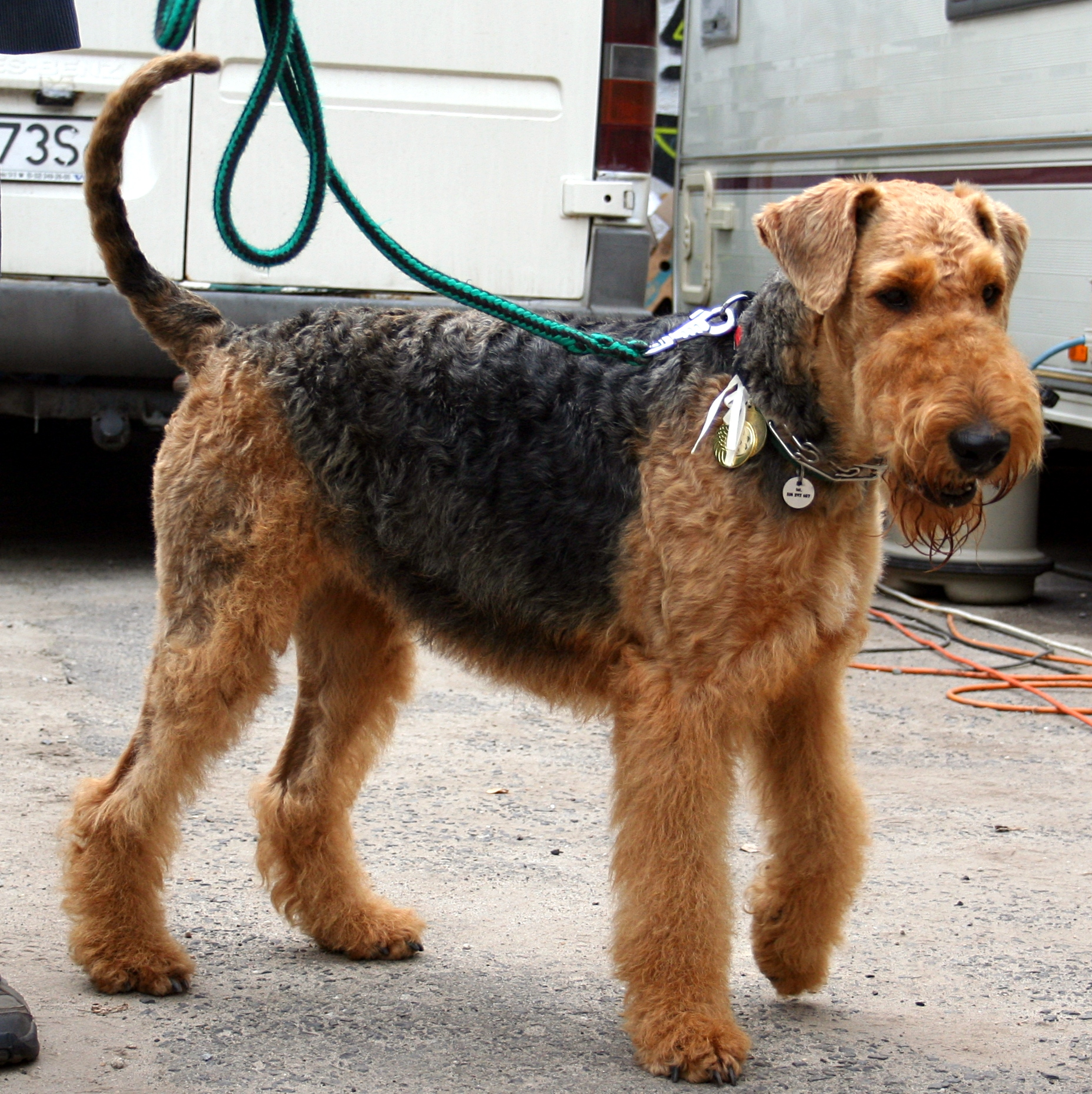
Cái đuôi của con chó Airedale này là tự nhiên (không bị khóa)

Thường đuôi của chó Airedale có lông dài và hướng lên phía trên. Ở hầu hết các quốc gia châu Âu và Úc, việc treo đuôi chó lên cao là bất hợp pháp trừ khi nó có lợi cho chó (ví dụ, nếu đuôi bị gãy). Điều này đã dẫn đến sự xuất hiện của loại đuôi móc lại ở một số con chó. Quá trình chọn lọc sinh sản đã khiến sự thay đổi này được khẳng định theo thời gian và cái đuôi hơi cong được hướng lên sống lưng lại trở nên phổ biến.
Ở những nơi khác trên thế giới, đuôi của Airedale thường được khóa cong lại trong vòng năm ngày sau khi sinh, nhưng điều này không được coi là một tiêu chuẩn trong việc làm giống chó. Để có thể trình diễn một con chó Airedale ở Hoa Kỳ, tiêu chuẩn AKC chính thức nói rằng "Gốc của đuôi phải được đặt ở phía sau. Đuôi phải được hướng lên nhưng không bị cong về phía sau. Đuôi phải có sức mạnh, khỏe khoắn và có độ dài chấp nhận được."